# 野面
野面（のぶ）は、福岡県北九州市八幡西区の地名。野面一丁目から二丁目の町がある。住居表示実施済み。郵便番号は807-1262。

## 地理
八幡西区の南部に位置し、西から北に楠橋南、北から東に金剛、南に大字野面と接する。

### 河川
- 一級河川 笹尾川
- 普通河川 田の口川

## 地域の特徴
町域の北部を田の口川が東から北西流したのち南西流し、南西縁に沿って北西流する笹尾川と合流する。南縁に沿って九州自動車道が走る。町域の南部に林が残り、その他は住宅地。北九州市立木屋瀬地域交流センター，野面公民館，八所神社，長泉寺，北九州市営野面団地がある。野面公園内には六世紀頃に作られたとされる野面古墳がある。

## 歴史
1915年（大正4年）に香月 - 野面間3.8kmに鞍手軽便鉄道が開通し、木屋瀬炭鉱の算出した石炭の他、貨物や旅客を輸送していた。現在の野面一丁目には野面駅があり、駅から大正区（現在の金剛三丁目）には50数件の商店が軒を連ね、炭鉱町として繁栄し、木屋瀬銀座とも呼ばれた。鞍手軽便鉄道はその後、名前を変えながら1954年（昭和29年）まで営業した。

### 沿革
- 1989年（平成元年）6月1日 - 野面一丁目 - 二丁目新設[5][6]。

### 町名の変遷
| 実施内容          | 実施年月日               | 実施後     | 実施前                     |
| ----------------- | ------------------------ | ---------- | -------------------------- |
| 町名新設 住居表示 | 1989年（平成元年）6月1日 | 野面一丁目 | 大字野面の一部             |
| 町名新設 住居表示 | 1989年（平成元年）6月1日 | 野面二丁目 | 大字野面，大字楠橋の各一部 |

## 世帯数と人口
2025年（令和7年）3月31日現在（北九州市発表）の世帯数と人口は以下の通りである。
| 町         | 世帯数  | 人口    |
| ---------- | ------- | ------- |
| 野面一丁目 | 313世帯 | 651人   |
| 野面二丁目 | 190世帯 | 413人   |
| 計         | 503世帯 | 1,064人 |

### 人口の変遷
国勢調査による人口の推移。
| 1995年（平成7年）  | 634人 | [ 7 ]  |  |
| 2000年（平成12年） | 620人 | [ 8 ]  |  |
| 2005年（平成17年） | 566人 | [ 9 ]  |  |
| 2010年（平成22年） | 458人 | [ 10 ] |  |
| 2015年（平成27年） | 524人 | [ 11 ] |  |
| 2020年（令和2年）  | 618人 | [ 12 ] |  |

### 世帯数の変遷
国勢調査による世帯数の推移。
| 1995年（平成7年）  | 214世帯 | [ 7 ]  |  |
| 2000年（平成12年） | 230世帯 | [ 8 ]  |  |
| 2005年（平成17年） | 215世帯 | [ 9 ]  |  |
| 2010年（平成22年） | 198世帯 | [ 10 ] |  |
| 2015年（平成27年） | 220世帯 | [ 11 ] |  |
| 2020年（令和2年）  | 274世帯 | [ 12 ] |  |

## 学区
市立小・中学校に通う場合、学区は以下の通りとなる。
| 町         | 街区 | 小学校                 | 中学校                 |
| ---------- | ---- | ---------------------- | ---------------------- |
| 野面一丁目 | 全域 | 北九州市立木屋瀬小学校 | 北九州市立木屋瀬中学校 |
| 野面二丁目 | 全域 | 北九州市立木屋瀬小学校 | 北九州市立木屋瀬中学校 |

## 交通

### バス
| 運行事業者                        | 停留所     | 系統 |
| --------------------------------- | ---------- | ---- |
| おでかけ交通 (運行：第一観光バス) | 野面       |      |
| おでかけ交通 (運行：第一観光バス) | 野面四つ角 |      |

### 道路
- 九州自動車道

## 施設

### 公共施設
- 野面公民館

### 文化施設
- 北九州市立木屋瀬地域交流センター

### 公営住宅
- 北九州市営野面団地

### 寺社
- 八所神社
- 長泉寺

### 公園
- 野面公園
- 野面2号公園
- 野面北公園

## 史跡
- 野面古墳